# Rejni Rodrigez
Rejni Rodrigez (engl. Raini Rodriguez; Brajan, SAD, 1. jula 1993) je američka glumica. Glumila je u seriji „Ostin i Ali“ ostinovu menadžerku. Takođe je glumila u serijama Huff, Handy Mandy, Family of the Year, The suite life of Zac and Cody i mnogim drugim.

## Spoljašnje veze
- (језик: енглески) Web cite: „Raini Rodrigues Trish“
- Rejni Rodrigez на веб-сајту  (језик: енглески)